# طرزان

غلاف الرواية الأولى في سلسلة طرزان 1912

طرزان هو شخصية خيالية ظهرت أول مرة في أكتوبر 1912 في رواية طرزان القردة للمؤلف الأمريكي Edgar Rice Burroughs إدغار رايس بوروس (1875 - 1950) وحققت الرواية في حينها نجاحاً بالغاً، ويعتبر البعض شخصية طرزان واحداً من أشهر الشخصيات الخيالية؛ حيث ظهر طرزان بعد نشر الرواية في أفلام وكتب الأطفال وبرامج تلفزيونية وإذاعية ودعايات للبنزين ولعب الأطفال والملابس الداخلية والأحذية الرياضية، وأُنتج 88 فلماً عن هذه الشخصية من عام 1918 إلى 1999. ذاع صيت هذه الشخصية الروائية لدرجة أن البعض كان مقتنعاً أن طرزان هو شخصية حقيقية ومن أشهر من قاموا بالخوض في هذا الجدل هو المؤلف الأمريكي فيليب فارمر (مواليد 1918) الذي اشتهر بكتابة قصص الخيال العلمي وقام بطرح نظريته حول سقوط نيزك على مدينة وولد نيوتن Wold Newton في بريطانيا في 13 ديسمبر 1795 وأدى هذا إلى حدوث طفرات وراثية في مورثات الأشخاص الذين كانوا بقرب الحدث وأدت هذه الطفرات إلى تولد قدرات خارقة في نسل هؤلاء الأشخاص ومن الشخصيات المشهورة ذوي القدرة الخارقة الذين هم من نسل أفراد تلك المدينة حسب رأي فارمر: طرزان وشارلوك هولمز وجيمس بوند وكان هناك بالفعل نيزك وقع في ذلك التاريخ على تلك المدينة الصغيرة ولكن الكثيرين يعتبرون فرضية فارمر مجرد حبكة روائية استعملها في كتاباته.
حسب رواية طرزان القردة فإن طرزان واسمه الحقيقي هو جون كلايتون، هو ابن أحد النبلاء البريطانيين، وكان والداه على متن سفينة بالقرب من سواحل إفريقيا وقد ثار البحارة على قبطان ذلك السفينة واندلعت أعمال شغب وفوضى انتهت بانجراف ورسو السفينة على الساحل الإفريقي، وبعدها يموت والدا جون كلايتن وهو رضيع، ويقوم قرد ضخم الحجم من نوع مانجاني برعايته ويُطلق اسم طرزان عليه والذي يعني ذو البشرة البيضاء في لغة القردة. والقردة الذين يقومون برعاية طرزان هم فصيلة خيالية خاصة لا وجود لها في التصنيفات العلمية. وعندما يبلغ طرزان مرحلة الشباب يقع في حب فتاة أمريكية اسمها جين وعندما تغادر جين الجزيرة يقوم طرزان بالبحث عنها وينتهي البحث بنهاية سعيدة بزواج طرزان من جين ويرزقان بابن اسمه كوراك ويعيشان لفترة في لندن ولكنهما يقرران العودة إلى نقاء الطبيعة بعيداً عن ازدواجية ونفاق المدينة وبعودتهما إلى الجزيرة تنتهي الرواية بتحولهما إلى شخصين خالدين حيث لا يزالان على قيد الحياة حسب رواية طرزان القردة.

## شخصية طرزان

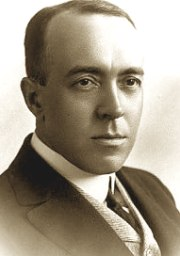
المؤلف إدغار رايس بوروس

مر الكاتب بعدة مراحل فاشلة في حياته قبل كتابته لرواية طرزان القردة فبعد تخرجه من الأكاديمية العسكرية في ميشيغان عام 1895 أصبح عضوا في الفرقة الخيالة رقم 17 التي كانت من مهماتها مطاردة السكان الأصليين لأمريكا الشمالية الأباتشي ولكن حياته العسكرية انتهت عندما اكتُشف خلل في أحد صمامات قلبه فترك الخدمة العسكرية وانتقل من مهنة لأخرى وانتهى به الأمر إلى أن أصبح بائعاً للمواد القرطاسية المدرسية وفي أحد الأيام وعندما كان بانتظار صاحب متجر ليبيعه بعضاً من منتجات الشركة التي كان يمثلها وقع نظره على أحد المجلات التي تحتوي على قصص مصورة وبدأ يطلع عليها وبدأ وحسب مذكراته يفكر بصوت مرتفعٍ قائلا «إذا كان الكتاب يقبضون ثمنا لكتابة مثل هذه الخزعبلات فإن بإمكاني كتابة خزعبلات أحسن من هذه».
تجري أحداث الرواية التي هي مليئة بالمعارك التي يخوضها طرزان مع الحيوانات وسكان الجزيرة الأصليين في سنوات قريبة من عام 1908 ويصور الكاتب بوروس طرزان بشكل إنسان يشبه إلى حد ما ثمثالاً يونانياً قديماً ولون عينيه رمادي، يقص شعره بين حين وآخر مستعملاً سكينا قديما تركه له والده قبل أن يموت وهو رضيع وشخصيته متوحشة وعنيفة. عند استقرار السفينة التي كانت تقل والديه وبسبب أحداث شغب على السفينة انجرفت السفينة إلى ساحل جزيرة إفريقية وقام والداه ببناء كوخ وفي هذا الكوخ ولد جون كلايتون (طرزان) وبعد سنة تموت والدته ويقتل والده على يد قرد ضخم.
بالرغم من النجاح الساحق الذي حققته الروايات الأولى والأفلام الأولى في سلسلة طرزان إلا أن مستوى الأعمال اللاحقة لم ترتقِ إلى مستوى البدايات وفي نهاية الستينيات وبداية السبعينيات اعتبر البعض قصة طرزان من الأساس قائمة على مبدأ عنصري بسبب ما اعتبره البعض اسم طرزان الذي يعني باللغة الخيالية للقردة ذو البشرة البيضاء وتصوير القصة حسب اعتقاد البعض لفوقية البيض على الإفريقيين الذين صُوِّروا متوحشين وبربريين بينما انتقد البعض من أنصار حركات حقوق المرأة شخصية طرزان تمثيلا لفكرة تفوق الرجل على المرأة.

## طرزان وسياسة الشرق الأوسط

احدى قصص النسخة الإسرائيلية من طرزان

استخدمت قصة طرزان في الصراع العربي - الإسرائيلي منذ الخمسينيات وأصبح هناك نوع من الولع بقصص طرزان في إسرائيل وحُوِّرت القصة الرئيسية ونشأت سلسلة مختلفة عن السلسلة الرئيسية وفيها يسافر طرزان إلى كواكب أخرى ليمنع هجوم سكان الفضاء الخارجي على الأرض ويعود في مرات أخرى عبر الزمن ليصارع فرسان القرون الوسطى. في بعض القصص التي نشرت في إسرائيل كسلسلة طرزان نرى طرزان يساعد المهاجرين اليهود الغير شرعيين في دخول فلسطين أثناء الانتداب البريطاني وبسبب هذا يقوم الإنجليز بإيداعه السجن، ونراه مرة أخرى يفك حصارا فرضه الجيش المصري في السويس ويقتل العديد من الجنود المصريين وفي أحد القصص نرى طرزان يمنع مخططا نازي - مصري مشترك للهيمنة على إفريقيا والعالم.
من جانب آخر صدرت في سوريا ومصر قصص مشابهة وسلسلة تحكي عن طرزان مختلف عن الطرزان الإسرائيلي فقد كان متعاطفا مع القضية الفلسطينية ويحارب الصهيونية ، ظهرت أول سلسلة عربية لطرزان في لبنان في الثلاثينيات وفي دمشق صدرت أكثر من 20 سلسلة لقصص طرزان وكان الكاتب السوري لتلك السلسلة هو كمال ربقي الذي كان في نفس الوقت مذيعا لإذاعة صوت دمشق في الستينيات وحققت هذه السلسلة المضادة للطرزان الإسرائيلي نجاحا وانتشارا واسعا في الدول العربية من مصر إلى اليمن ومن المفارقات التاريخية ان المؤلف كمال أعدمته لاحقا السلطات السورية بتهمة التعاطف مع إسرائيل.

## صرخة طرزان
اشتهرت شخصية طرزان بصرخة مدوية خاصة كانت ترعب جميع الحيوانات المتوحشة وأُدخلت هذه الصرخة أول مرة في فلم طرزان الذي قام ببطولته الممثل Johnny Weissmulle جوني فايسمولر (1904 - 1984) الذي كان فائزا بخمسة ميداليات ذهبية أولمبية في السباحة وقام بتجسيد شخصية طرزان في 12 فلما مختلفاً. كان هناك جدل فيما إذا كانت الصرخة المشهورة هي من حنجرة الممثل جوني ام انها مؤثرات صوتية فالبعض اعتقد ان الصرخة المشهورة هي في الحقيقة دمج لعواء كلب مع طبقة عالية من الصوت من مغني أوبرا ونغمة كمان، بينما كان هناك من يعتقد ان هناك 3 اشخاص ذوي طبقات صوتية مختلفة تناغموا بعد تمرين طويل لإنتاج تلك الصرخة التي أصبحت بمثابة ماركة مسجلة لشخصية طرزان ولا تزال نفس الصرخة تُستعمل في جميع الأعمال الفنية المتعلقة بطرزان.
في عام 1929 وبعد حصول جوني على 4 ميداليات ذهبية في أولمبيات باريس، دخل مجال الدعاية والإعلان لمنتوجات الشركات الرياضية وفي عام 1932 قام بدور البطولة لفلم «طرزان، الرجل القرد» وكان تقمصه للشخصية مذهلا حتى بالنسبة لكاتب القصة إدغار رايس بوروس. في السبعينيات وفي مقابلة تلفزيونية قام جوني بالكشف عن اسرار صرخة طرزان المشهورة فقال انه دمج لأصوات 3 مطربين ذوي طبقات صوتية عالية تم دمجها ولا دخل لحنجرته إطلاقا في تلك الصرخة 

## لغة القردة
كان القردة الخياليون في قصة إدغار رايس بوروس فصيلة خيالية خاصة من القردة وكانت لهم لغة خاصة، مانجاني كان اسم نوع القردة الذين تبنوا طرزان وهو في نفس الوقت مصطلح استخدم لتسمية اللغة المانجانية الخيالية التي كان قردة المانجاني يتحدثون بها. من الأمثلة على بعض كلمات هذه اللغة:
- طرزان = البشرة البيضاء.
- مانجاني = القرد الضخم.
- تارمانجاني = قرد أبيض ضخم.
- جومانجاني = قرد أسود ضخم.
- بولجاني = غوريلا.
- نالا = أعلى.
- تاند نالا = اسفل.

القصة الأصلية تتحدث عن فصيلة مانجاني بالتحديد ويميز المؤلف بين هذه الفصيلة والغوريلا ولكن معظم الأعمال الفنية على الشاشة لم تهتم بهذه النقطة وصُورت الغوريلا بدلا من المانجاني كأسرة طرزان.

## طرزان وشركة والت ديزني
في 18 يونيو 1999 عَرضت نسخةَ الرسوم المتحركة لطرزان شركةُ والت ديزني وحقق هذا الفلم أرباح وصلت إلى نحو 448 مليون دولار على نطاق العالم. بالرغم من استناد الفلم على القصة الأصلية للمؤلف إدغار رايس بوروس إلا ان الشركة قامت ببعض التحويرات ومنها:
- والد طرزان يُقتل على يد نمر مرقط وليس قرد ضخم.
- يُزامن مقتل والد طرزان فقدانَ الغوريلا كالا لوليدها.
- يستعمل الفلم الغوريلا لتمثيل فصيلة القردة بالرغم من تركيز القصة الرئيسية على فصيلة خيالية خاصة من نوع مانجاني التي تختلف عن الغوريلا.
- يصور الفلم انجراف السفينة التي تقل والدي طرزان بسبب تحطم السفينة وليس بسبب أعمال شغب كما في القصة الرئيسية.
- الأعداء الرئيسيون لطرزان هم النمور في الفلم بينما الأسد هو العدو والمنافس الرئيسي لطرزان في الرواية الأصلية.
- لاوجود لأي دور للسكان الإفريقيين الأصليين في الفلم بينما تُشكل القبائل الإفريقية المتنازعة جزءا رئيسيا من القصة الأصلية.

حاز فلم الصور المتحركة لطرزان الذي انتجته شركة والت ديزني على جائزة الأوسكار 2000 في مجال أفضل اغنية لأغنية ستبقين في قلبي You'll Be In My Heart للمطرب فل كولنز وحازت نفس الأغنية على جائزة الجولدن جلوب Golden Globe لنفس العام 

## مؤلفات عن طرزان
من عام 1912 إلى 1941 كتب إدغار رايس بوروس (1875 - 1950) أكثر من 20 سلسلة لقصص طرزان وفي الستينيات قام كتاب آخرون بكتابة 5 قصص جديدة عن طرزان من 1964 - 1965 ولكن هذه القصص لم تنشر وعُدّت غير قانونية وقامت الشركة الأصلية التي ملكت حقوق النشر برفع دعوى قضائية ضد الكاتب. نفدت الحقوق المحفوظة لنشر الكتاب قبل عدة سنوات في الولايات المتحدة إلا ان للقصة والمنتوجات المتعلقة بها حقوقا محفوظة في الاتحاد الأوروبي لغاية 2021. من الجدير بالذكر ان القصص التي نُشرت وحورت عن القصة الأصلية في إسرائيل وبعض الدول العربية لم تكن قانونية ولم تحصل الجهات الناشرة للسلاسل الجديدة على موافقة المؤلف إدغار رايس بوروس والشركة التي احتفظت بحقوق النشر.
في عام 1972 كتب المؤلف الأمريكي فيليب فارمر (مواليد 1918) الذي اشتهر بكتابة قصص الخيال العلمي سيرة خيالية لطرزان وفيه طرح نظريته حول سقوط نيزك على مدينة وولد نيوتن Wold Newton في بريطانيا في 13 ديسمبر 1795 وادى هذا إلى حدوث طفرات وراثية في مورثات الأشخاص الذين كانوا بقرب الحدث وادت هذه الطفرات إلى تولد قدرات خارقة في نسل هؤلاء الأشخاص ومنهم اجداد طرزان. كتب فارمر العديد من الروايات عن شخصية طرزان ولكنه لم يذكر طرزان بالاسم لكيلا يخالف حقوق النشر. في عام 2000 قام الكاتب النيوزلندي نيجل كوكس Nigel Cox (مواليد 1951)  بكتابة رواية طرزان بريسلي وكان فيها دمج لشخصيتي طرزان وإلفيس بريسلي ولكن دعوى قضائية رُفعت عليه ومُنع الكتاب في عام 2004 من النشر.

## طرزان والنقاد

مقطع من فلم الرسوم المتحركة ابن الغابة المستندة على كتاب حي بن يقظان لابن طفيل

بالإضافة إلى النقد الذي وُجِّه إلى فكرة قصة طرزان في الغرب والإشارة إلى الجوانب العنصرية في الشخصية حسب رأي مناهضي التمييز العنصري في العالم وجوانب فوقية الرجل على المرأة حسب أنصار حركات حقوق المرأة فإن القصة قوبلت في الوطن العربي بموجة مختلفة من الانتقادات بكون القصة "تربي الأطفال بشكل أو بآخر على العنف"، و"تزيّن لهم أنماطاً من السلوك غير مستحبة وبعيدة من القيم والتقاليد المعروفة في الوطن العربي، وكذلك في العالم الإسلامي. في منتصف عام 2004 قام الفنان العراقي ثامر الزيدي بتكليف من مؤسسة الإنتاج البرامجي المشترك لمجلس تعاون دول الخليج العربي بإنتاج فلم الرسوم المتحركة ابن الغابة المستند على كتاب حي بن يقظان لابن طفيل (توفي في 1185 بمراكش).
يؤمن معظم النقاد العرب أن هناك فلسفة عميقة في قصة حي بن يقظان أعمق بكثير مما تناولته أفلام شركة والت ديزني وهوليود عن طرزان فيرى البعض ان ابن طفيل في ذلك الكتاب يلخص تأريخ تطور البشرية، من الإنسان البدائي في الكهوف والغابات الذي بدأ يراقب ويشاهد ويتعلم ويحاكي ويكتشف حتى وصوله إلى الزراعة واختراع الآلة. ويرى المخرج ثامر الزيدي أن الكثير من قصص أفلام الرسوم المتحركة التي أنتجتها شركة ديزني أُخذت من قصة حي بن يقظان فقد تمت ترجمة قصة حي بن يقظان إلى العبرية في عام 1341 وانتقلت منها إلى عدد من اللغات الأوروبية. ترجمت إلى اللغة اللاتينية في عام 1671 ثم ترجمت إلى اللغة الهولندية ونشرت في عام 1672، ثم ظهرت لها ترجمة إنكليزية في عام 1674 وترجمة ثانية في عام 1686 قام بها جورج إشويل، وتعددت ترجمات القصة، فقد ترجمت إلى الألمانية في عام 1726 وفي عام 1783، وفي عام 1900 ظهرت أول ترجمة فرنسية لها وتسربت خيوط هذه القصة الفلسفية إلى كثير من أدباء الغرب أمثال الكاتب الإنكليزي دانيال ديفو في روايته الشهيرة روبنسون كروزو.
يرى النقاد ان القصتين تتبعان المراحل التي مر بها الإنسان الأول إلى أن تطور، من محاكاة الطبيعة في أصوات الحيوانات وأفعالها، ثم مرحلة الدفاع عن النفس باستعمال العصا في بادئ الأمر ثم إلى سلاح بدائي يتكون من قرون البقر ثم الأحجار المصقولة. ثم استعمال الخيوط المتخذة من الشعر والقنب وهناك العديد من المتخصصين في الأدب المقارن على قناعة بان المؤلف الأمريكي إدغار رايس بوروس لا بد أن يكون قد قرأ قصة حي بن يقظان وتأثر ببعض النقاط فيها، ومن الكتاب المقتنعين بهذه الفكرة محمد التونجي في كتابه دراسات في الأدب المقارن، دار العروبة للطباعة، حلب، 1982 وحسن محمود عباس في كتابه حي بن يقظان وروبنسون كروزو ـ دراسة مقارنة، المؤسسة العربية للدراسات والنشر، بيروت، الطبعة الأولى 1983.

## وصلات خارجية
| 1. ERBZINE 2. TARAZAN website 3. HISTORY OF TARZAN نسخة محفوظة 14 أغسطس 2016 على موقع واي باك مشين. 4. The Wold Newton Universe 5. Edgar Rice Burroughs Illustrated Bibliography نسخة محفوظة 14 أغسطس 2016 على موقع واي باك مشين. 6. official biograhphy part 2 نسخة محفوظة 21 أبريل 2017 على موقع واي باك مشين. 7. official biograhphy part 3 نسخة محفوظة 23 أكتوبر 2016 على موقع واي باك مشين. 8. Tarzan in Israel 9. The Victory cry Of TARZAN Of the APES | 1. Johnny Weissmuller 2. APE-ENGLISH DICTIONARY 3. A Beginner's Dictionary MANGANI 4. Tarzan Story Detail 5. Tarzan (1999) 6. The Official Philip Jos Farmer Web Page 7. new zealand book council نسخة محفوظة 13 أغسطس 2016 على موقع واي باك مشين. 8. مجلة الموقف الأدبي |